# 方平 (翻譯家)
方平（1921年—2008年9月29日），原名陆吉平，祖籍苏州，生于上海。中国著名翻译家，莎士比亚专家。中国莎士比亚研究会会长，国际莎士比亚协会执行理事。曾任上海师范大学外国文学硕士研究生导师，北京大学、青岛大学客座教授。2001年獲香港翻译学会荣誉会士。

## 生平与家庭
从小喜爱英语，高中毕业，未上大学，在南京、厦门等地银行当会计。
1948年出版诗集《随风而去》。
1949年后参加私营出版社“文化工作室”。公私合营时，随出版社并入新文艺出版社（上海译文出版社的前身）。历任上海译文出版社编审、外国文学编辑部主任，直至退休。
妻子邵小珠，是邵洵美之女。方平之前曾与邵的另一个女儿邵小玉恋爱，但后者早逝，未及结婚。

## 主要著作

### 译著
- 《新莎士比亚全集》
- 《十日谈》
- 勃朗宁《爱情十四行诗集》
- 《呼啸山庄》

### 创作
《和莎士比亚交个朋友吧》